# ما بعد الرأسمالية
ما بعد الرأسمالية هو حالة افتراضية يتعذر فيها وصف الأنظمة الاقتصادية العالمية على انها شكل من أشكال الرأسمالية. وقد توقع العديد من الأفراد والأيديولوجيات السياسية حول طبيعة هذا العالم وما قد يميزه. وفقًا للنظريات الماركسية الكلاسيكية ونظرياتالتطور الاجتماعي، قد تظهر مجتمعات ما بعد الرأسمالية نتيجة تطور تلقائي حين يصبح النظام الراسمالية غير صالح. بينما يقترح آخرون نماذج لاستبدال الرأسمالية عمداً، وأبرزها الاشتراكية والشيوعية والفوضوية والقومية والتراجع الاقتصادي.

## التاريخ

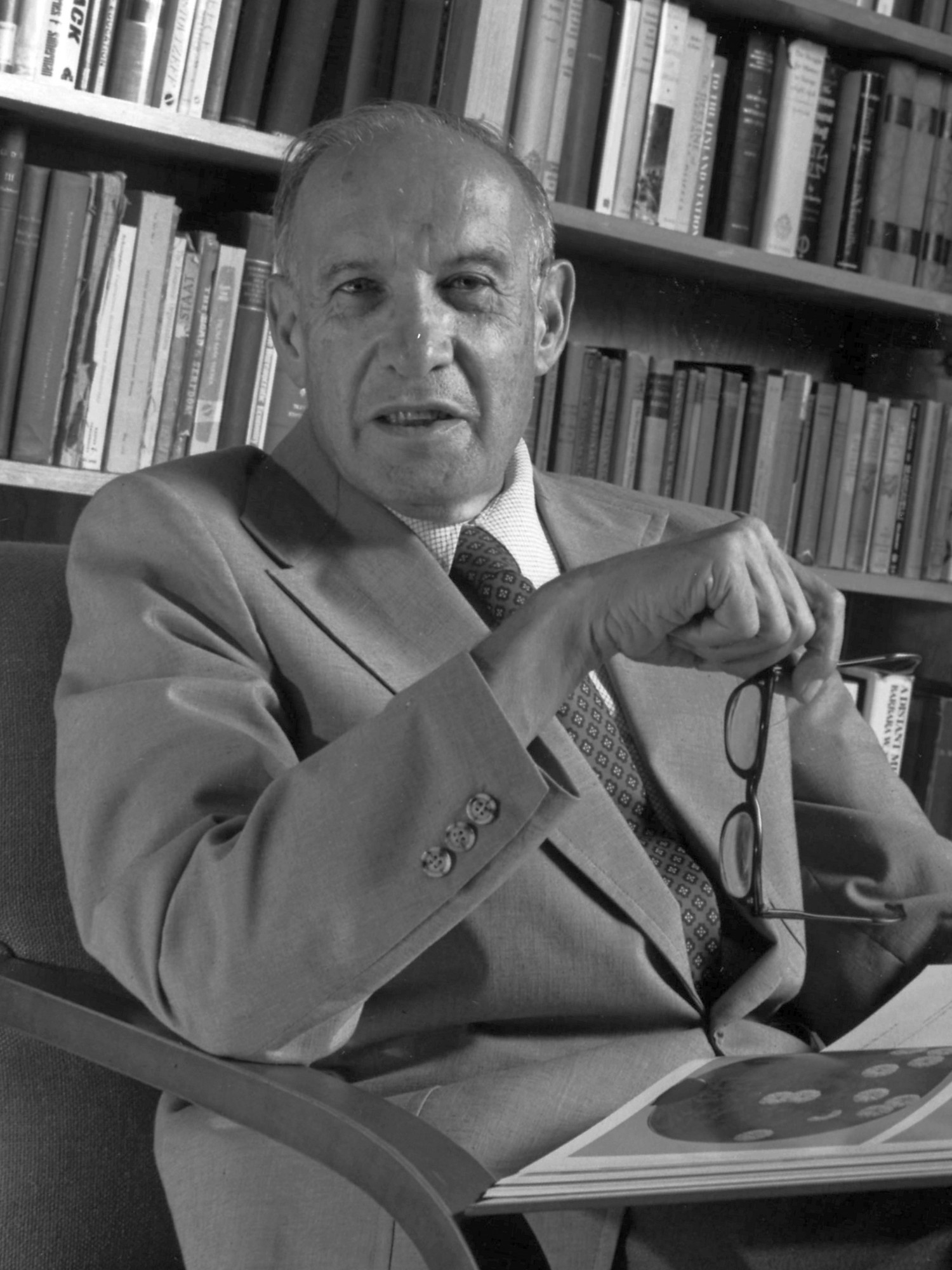
في عام 1993، قدم بيتر دراكر تصورا لتطور محتمل للمجتمع الرأسمالي في كتابه "المجتمع ما بعد الرأسمالي".

في عام 1993، قدم بيتر دراكر تصورا لتطور محتمل للمجتمع الرأسمالي في كتابه "المجتمع ما بعد الرأسمالي" . ذكر فيه أن المعرفة، وليس رأس المال ، أو الأرض، أو العمالة، اصبحت الأساس الجديد للثروة. ومن المتوقع أن تقسم الطبقات في مجتمع ما بعد الرأسمالية بالكامل إلى عمال المعرفة أو عمال الخدمات، بدلا من الرأسماليين والبروليتاريا كما في المجتمع الرأسمالي. وقد قدر دراكر أن هذا التحول إلى ما بعد الرأسمالية قد يكتمل فترة ما بين 2010 و2020. كما دعا دراكر إلى إعادة التفكير في مفهوم الملكية الفكرية من خلال إنشاء نظام ترخيص عالمي.
في عام 2015، اشار لبول ماسون ، الى عدة عوامل - مثل ارتفاع التفاوت في الدخل، وتكرار دورات الازدهار والانهيار الاقتصادي، حيث ان مساهمات الرأسمالية في تغير المناخ - دفعت اقتصاديين ومفكرين سياسيين وفلاسفة الى التفكير بجدية حول كيفية ظهور مجتمع ما بعد الرأسمالية وطريقة عمله. ومن المتوقع أن يصبح هذا المجتمع ممكنًا بفضل المزيد من التقدم في التشغيل الالي وتكنولوجيا المعلومات - وكلاهما يتسببان فعليًا في اتجاه تكاليف الإنتاج نحو الانحدار.
يشير كل من نيك سرنيسك وأليكس ويليامز الى أزمة في قدرة الرأسمالية على توفير العمل لجميع افراد المجتمع، حيث يتجادلان حول: "تزايد عدد الأشخاص الذين يعيشون خارج نطاق العمل الرسمي المأجور، مع عاىدات رفاهية ضئيلة، او في اعمال غير رسمية لتامين الكفاف، أو عبر وسائل غير قانونية".

## الاختلافات

### نظام التحقق التراثي

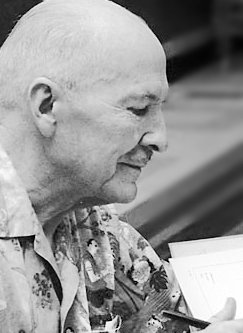
روبرت هاينلين

إن نظام التحقق التراثي هو خطة اجتماعية اقتصادية تهدف الى الحفاظ على اقتصاد السوق, ولكنها تلغي سلطة الإقراض الاحتياطي الجزئي من البنوك وتحد من طباعة الأموال من قبل الحكومة لتعويض الانكماش الاقتصادي. تستخدم الأموال المطبوعة لشراء المواد كدعم العملة ولتمويل البرامج الحكومية بدلاً من الضرائب، وتوزع ماتبقى بالتساوي بين جميع المواطنين لتحفيز الاقتصاد (اطلق عليه مصطلح "التحقق التراثي"، والذي سمي النظام باسمه). صرح المؤلف الأصلي للفكرة، روبرت هاينلين، في كتابه "من أجلنا، نحن الأحياء: كوميديا العادات"، أن هذا النظام مصمم ليكون ذاتي التعزيز. ومع مرور الوقت, سيؤدي الى تحقيقات تراثية منتظمة تكفي لتوفير معيشه متواضعة لمعظم المواطنيين.

### الديمقراطية الاقتصادية
الديمقراطية الاقتصادية هي فلسفة اجتماعية واقتصادية تحدد السيطرة العمال الديمقراطية على الشركات والسيطرة الاجتماعية للمصارف العامةعلى الاستثمار.

### الاقتصاد التشاركي
يصف روبن هانيل في كتابه "من الشعب ومن قبل الشعب: الحجة لصالح الاقتصاد التشاركي" اقتصاد ما بعد الرأسمالية الذي يسمى الاقتصاد التشاركي
يرى هانيل أن الاقتصاد التشاركي سيعيد التعاطف مع خياراتنا الشرائية وستزيل الرأسمالية أهمية معرفة كيف ومن صنع المنتج: "عندما نأكل سلطة، يقوم السوق بشكل منهجي بحذف المعلومات المتعلقة بالعمال المهاجرين الذين قطفو هذه الثمار".

### الاشتراكية

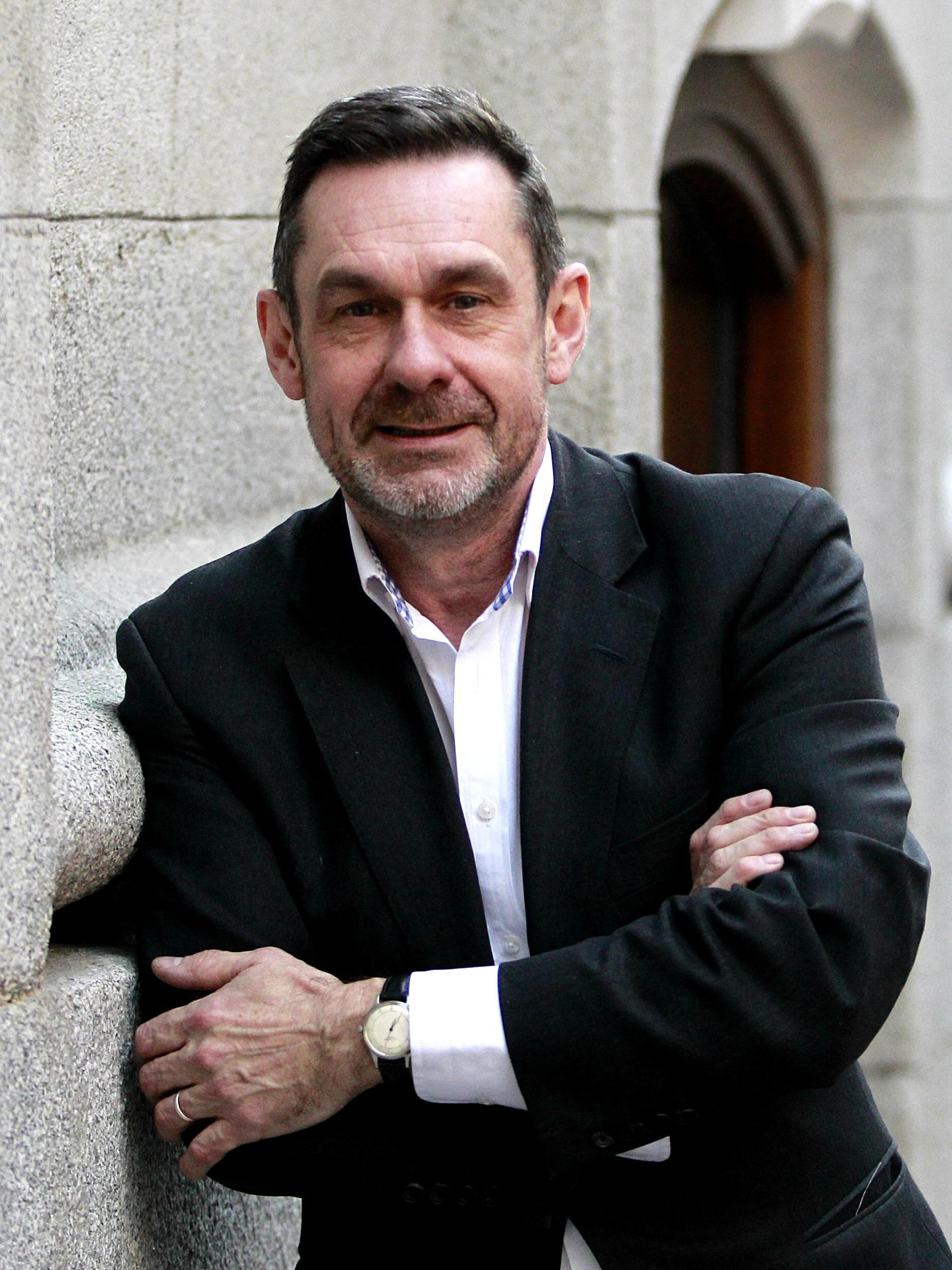
بول ماسون

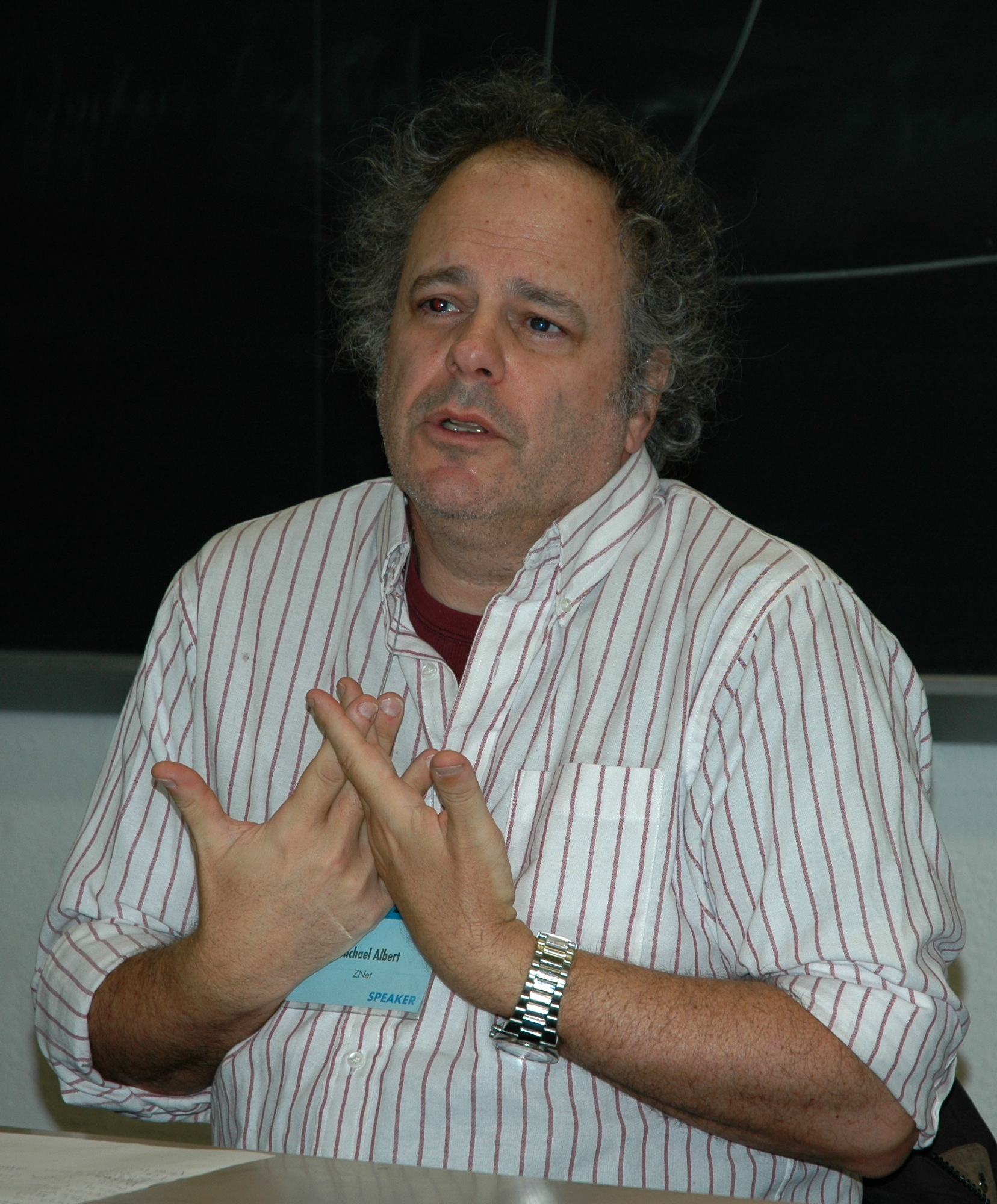
مايكل ألبرت

غالبًا ما تعني الاشتراكية الملكية المشتركة للشركات والاقتصاد المخطط، على الرغم من أنه باعتبارها أيديولوجية تعددية بطبيعتها، فهناك خلاف ما إذا كانت أي منهما من السمات الأساسية.و في كتابه "ما بعد الرأسمالية: دليل لمستقبلنا" ، يزعم بول ماسون أن التخطيط المركزي، حتى مع التكنولوجيا المتقدمة اليوم، غير قابل للتحقيق.
في سياسة المملكة المتحدة، تبنت تيارات من الكوربينية وحزب العمال هذا الاتجاه "ما بعد الرأسمالية".

### الزراعة المستدامة
عرف بيل موليسون وهو المنشئ الرئيسي للزراعة المستدامة بأنها: "التصميم الواعي والصيانة للأنظمة الإنتاجية الزراعية التي تتمتع بالتنوع والاستقرار والمرونة التي تتميز بها النظم البيئية الطبيعية".

### نظرية الانتفاع التقدمية
نظرية الانتفاع التقدمية هي فلسفة اجتماعية واقتصادية وسياسية أنشأها الفيلسوف الهندي والزعيم الروحي برابهات رانجان ساركار في عام 1959. و تتضمن نظرية الانتفاع التقدمية اللامركزية في الاقتصاد والديمقراطية الاقتصادية وتطوير التعاونيات وتزويد جميع أفراد المجتمع العاملين بخمسة احتياجات أساسية: الغذاء والملبس والمأوى والتعليم والرعاية الطبية والحل المنهجي للمشاكل البيئية من خلال التطور التكنولوجي والحد من الاستهلاك.

### التراجع الاقتصادي
ويهدف التراجع الاقتصادي إلى خلق عالم ما بعد الرأسمالية من خلال ما تصفه أنيترا نيلسون بإعادة صياغة وإعادة إنشاء الاقتصادات بحيث "تحترم حدود الأرض من أجل تحقيق العدالة الاجتماعية والسياسية والاستدامة البيئية". والأنظمة الاقتصادية تشير إلى أن التراجع الاقتصادي "أمر مميز ضمن حركات الاستدامة والعدالة بسبب التركيز الفريد على النمو كمحرك لعدم الاستدامة وعدم المساواة". وعلى هذا النحو، "يدعو التراجع الاقتصادي إلى تخفيض جذري في الإنتاج والاستهلاك، وزيادة مشاركة المواطنين في السياسة، وأكثر من ذلك". التنوع، خاصة داخل النظم البيئية والمناظر الطبيعية، إلى جانب ازدهار الإبداع والرعاية والتعميم – باستخدام الطاقة والمواد المتجددة.

#### التراجع الاقتصادي ونظرية النقد الحديث

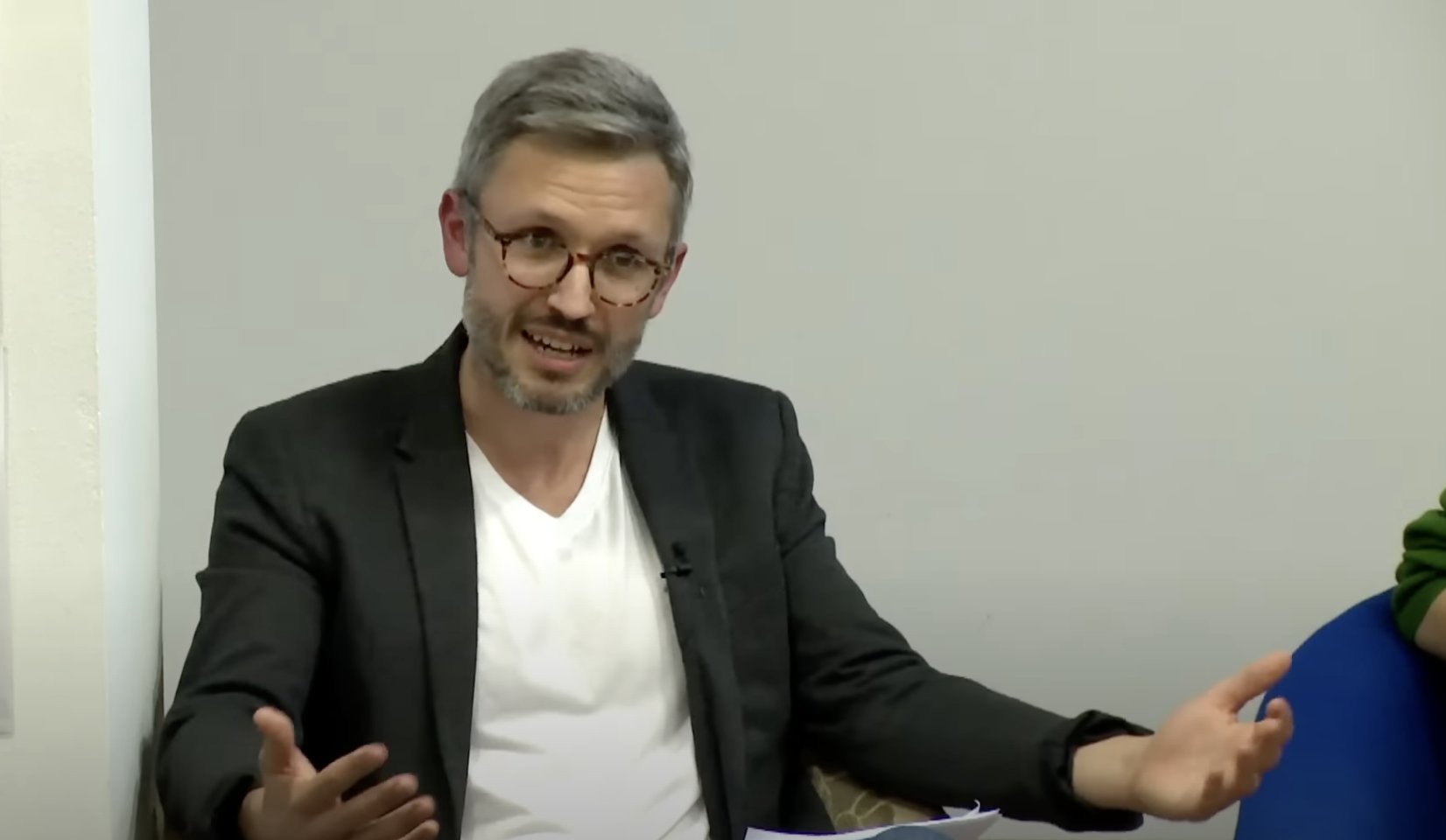
جيسون هيكل في جامعة أكسفورد

يمكن للنظرية النقدية الحديثة أن تعزز استخدام النمو السلبي إلى مستويات مستهدفة وفقا لعالم الانثروبولوجيا الاقتصادية جيسون هيكل ، وبشكل خاص لتقليل حركه القوة الشرائية للانتقال إلى "اقتصاد ما بعد النمو وما بعد الرأسمالية". ولتحقيق هذه الغاية، يقترح أن قوة "دور الحكومة كجهة إصدار للعملة" يمكن استخدامها لإعادة التوازن  الاقتصادي مع العالم الطبيعي وفي نفس الوقت الحد من التفاوت الاقتصادي من خلال توفير خدمات أساسية عالمية عالية الجودة، وتنفيذ التطوير السريع للبنية التحتية  للطاقة المتجددة للتخلص التدريجي تمامًا من الوقود الأحفوري في فترة زمنية قصيرة، وإنشاء ضمان للوظائف العامة لمدة 30 ساعة في الأسبوع بأجر معيشي للقيام بعمل  مفيد اجتماعيًا في قطاع الخدمات العامة، وكذلك يفيد العمل في تطوير الطاقة المتجددة واستعادة النظام البيئي. يلاحظ هيكل أن توفير أجر معيشي لمدة 30 ساعة في الأسبوع له أيضًا فوائد إضافية تتمثل في تحويل الدخل من رأس المال إلى العمل. ويضيف أنه يمكن استخدام الضرائب "لخفض الطلب من أجل توفير الثروة من الموارد والطاقة إلى البلدان النامية".

## التكنلوجيا في مرحلة ما بعد الرأسمالية

### الأتمتة
يرجع التغيير التكنولوجي الذي أدى إلى البطالة إلى الآلات "الميكانيكية العضلية"، وهذه الآلات قللت من الحاجة إلى العمال. وكما أصبح استخدام الخيول للنقل وغيره من الأعمال القديمة تدريجيًا بسبب اختراع السيارة، وقد تأثرت وظائف البشر أيضًا عبر التاريخ. ومن الأمثلة الحديثة على هذه البطالة التكنولوجية هو استبدال الصرافين في متاجر التجزئة باجهزة الدفع ذاتية الخدمة. ويُعتقد أن اختراع وتطوير عمليات "العقل الميكانيكي" أو "عمل الدماغ" يهدد الوظائف على نطاق لم يسبق له المثيل، حيث يقدر أستاذا جامعة أكسفورد كارل بينيديكت فراي ومايكل أوزبورن أن 47٪ من الوظائف في الولايات المتحدة معرضة لخطر الأتمتة.

### تكنولوجيا المعلومات
إن مجتمع ما بعد الرأسمالية يمكن حدوثه بسبب التغييرات الكبرى التي جلبتها تكنولوجيا المعلومات في السنوات الأخيرة. لقد طمس هذا التغيير الحدود بين العمل والوقت الحر وخفف من العلاقة بين العمل والأجور. ومن الجدير بالذكر أن المعلومات تعمل على تآكل قدرة السوق وعلى تشكيل الأسعار بشكل صحيح. المعلومات وفيرة والسلع المعلوماتية قابلة للتكرار بحرية. السلع مثل الموسيقى أو البرامج أو قواعد البيانات لها تكلفة إنتاج، ولكن بمجرد تصنيعها يمكن نسخها إلى ما لا نهاية. إذا انتشرت آلية الأسعار العادية للرأسمالية، فإن سعر أي سلعة لا تكلف إعادة إنتاجها بشكل أساسي سوف ينخفض نحو الصفر. هذا الافتقار إلى ندرة هذه الأشياء يمثل مشكلة في تلك النماذج، والتي تحاول مواجهة ذلك من خلال تطوير الاحتكار في شكل شركات تقنية عملاقة للحفاظ على ندرة المعلومات وتجارتها. لكن العديد من السلع المهمة في الاقتصاد الرقمي أصبحت الآن مجانية ومفتوحة المصدر، مثل لينكس ، وفايرفوكس ، وويكيبيديا ، والأجهزة مفتوحة المصدر .

## مزيد من المعلومات
قالب:Syndicalism